# Nando Irene
Nando Irene (Matera, 10 giugno 1973) è un attore italiano.

## Biografia
Materano di origini salandresi, da giovane ha frequentato il Teatro dei Sassi diretto da Massimo Lanzetta, ha partecipato a diversi cortometraggi per poi approdare in produzioni cine-televisive come Distretto di polizia, Rex, Il giudice Mastrangelo, La scelta di Laura. Ha recitato anche nei film Il rabdomante del 2007, Un giorno della vita del 2010, Operazione vacanze del 2011 e Quando il sole sorgerà del 2012.
Nel 2017 è uno dei personaggi della fiction Rai Sorelle girata nella sua città.
Dal 2019 è uno dei personaggi di Imma Tataranni - Sostituto procuratore in onda su Rai 1.
Nel 2024 interpreta Michele, uno dei protagonisti del film tv La luce nella masseria, scelto dalla Rai per aprire le celebrazioni per i settant'anni della televisione.

## Filmografia parziale

### Cinema
- Il rabdomante, regia di Fabrizio Cattani (2007)
- Il vaso di Pandora, regia di Geo Coretti (2008)
- Oro nero, regia di Geo Coretti (2009)
- Isabella de Rosis, regia di Geo Coretti (2011)
- Un giorno della vita, regia di Giuseppe Papasso (2011)
- Quando il sole sorgerà, regia di Andrea Manicone (2012)
- Il ragioniere della mafia, regia di Federico Rizzo (2013)
- Blue Lips, registi vari (2014)
- Una diecimilalire, regia di Luciano Luminelli (2015)
- Ustica, regia di Renzo Martinelli (2016)
- Taranta on the Road, regia di Salvatore Allocca (2017)
- Metti la nonna in freezer, regia di Giancarlo Fontana e Giuseppe Stasi (2018)
- Moschettieri del re - La penultima missione, regia di Giovanni Veronesi (2018)
- Bentornato presidente, regia di Giancarlo Fontana e Giuseppe Stasi (2019)
- Lucania, regia di Gigi Roccati (2019)
- Destini, regia di Luciano Luminelli (2019)

### Televisione
- Il giudice Mastrangelo, regia di Enrico Oldoini – serie TV (2005)
- Rex, regia di Marco Serafini – serie TV, episodio 2x02 (2009)
- Amore oggi, regia di Giancarlo Fontana e Giuseppe Stasi – film TV (2014)
- Sorelle, regia di Cinzia TH Torrini – serie TV (2017)
- Imma Tataranni - Sostituto procuratore, regia di Francesco Amato – serie TV (2019-in corso)
- La luce nella masseria, regia di Tiziana Aristarco e Riccardo Donna – film TV (2024)

### Cortometraggi
- The Obscure Brother, regia di Linda Di Franco (2007)
- Giallo, a lucanian story, regia di Enzo Saponara (2008)
- L'amore è un giogo, regia di Andrea Rovetta (2009)
- Millelire, regia di Angelo Calculli e Vito Cea (2016)
- Not so old (Non ho l'età), regia di Laszlo Barbo (2018)
- Cenere, regia di Gianni Saponara (2019)

### Documentari
- Return to Lucania, regia di Jeannine Guilyard (2018)[4]